# Hou’an (köpinghuvudort i Kina, Liaoning Sheng, lat 41,70, long 124,21)
Hou'an är en köpinghuvudort i Kina. Den ligger i provinsen Liaoning, i den nordöstra delen av landet, omkring 68 kilometer öster om provinshuvudstaden Shenyang. Antalet invånare är 15 669. Befolkningen består av 7 507 kvinnor och 8 162 män. Barn under 15 år utgör 12,0 %, vuxna 15-64 år 77 %, och äldre över 65 år 9,0 %.
Runt Hou'an är det ganska tätbefolkat, med 90 invånare per kvadratkilometer. Närmaste större samhälle är Jiubing, 11,0 km sydväst om Hou'an. Omgivningarna runt Hou'an är en mosaik av jordbruksmark och naturlig växtlighet.
Genomsnittlig årsnederbörd är 1 120 millimeter. Den regnigaste månaden är juli, med i genomsnitt 254 mm nederbörd, och den torraste är januari, med 9 mm nederbörd.